# Pretilost
Pretilost (ili još debljina i gojaznost) (lat. obesites), kronična bolest koja nastaje prekomjernim nakupljanjem masti u organizmu i povećanjem tjelesne težine. Svako povećanje 10% više od idealne težine smatra se gojaznošću.
Epidemija ove bolesti u porastu je, te se ubraja u vodeće bolesti suvremene civilizacije. Ova bolest djeluje na mnoge organe i organske sustave, a povećava rizik oboljenja kardiovaskularnog sustava. Smanjuje i kvalitetu života.
Česta je u svakoj dobi. U pubertetu je podjednaka među spolovima, a poslije njega češća u žena nego u muškaraca. Pretilost kod djece prije puberteta je rjeđa no i dalje prisutna. Najčešći uzroci pretilosti su prekomjerna konzumacija hrane i nedostatak fizičke aktivnosti.

## Razlika između osobe s prekomjernom tjelesnom težinom i pretile osobe
Iako za većinu ljudi pojmovi "prekomjerna težina" i "pretilost" predstavljaju sinonime, među njima postoji značajna razlika. Stručnjaci (liječnici ili nutricionisti) određuju da li osoba ima prekomjernu težinu ili je pretila prema dobi, spolu i antropometrijskim parametrima(tjelesnoj težini, indeksu tjelesne mase i postotku masnog tkiva). Osobe čiji je indeks tjelesne mase u rasponu od 25 do 29,9 kg/m2 imaju prekomjernu tjelesnu težinu, a osobe s indeksom tjelesne mase većim od 30 kg/m2 smatraju se pretilima. Za djecu i adolescente se indeks tjelesne mase računa drugačije, s obzirom na činjenicu da normalan udio masnog tkiva u tijelu ovisi o dobi i spolu.  

## Antropometrijska mjerenja

### Indeks tjelesne mase (ITM) i njegova klasifikacija
Indeks tjelesne mase (ITM) izračunava se kao omjer tjelesne težine osobe s kvadratom visine. Obično se izražava u kg/m2.
{\displaystyle ITM=kilogram/metar^{2}}
| ITM       | Klasifikacija               |
| --------- | --------------------------- |
| < 18.5    | pothranjenost               |
| 18.5–24.9 | normalna tjelesna težina    |
| 25.0–29.9 | prekomjerna tjelesna težina |
| 30.0–34.9 | pretilost I stupnja         |
| 35.0–39.9 | pretilost II stupnja        |
| 40.0>     | pretilost III stupnja       |

### Opseg struka
Žene:
> 80 cm povišeni rizik metaboličkih komplikacija;
> 88 cm značajno povišen rizik metaboličkih komplikacija.
Muškarci:
> 94 cm povišeni rizik metaboličkih komplikacija;
> 102 cm značajno povišen rizik metaboličkih komplikacija.

## Utjecaj pretilosti na zdravlje
Pretilost je najčešće posljedica prekomjernog unosa hrane odnosno energije te nedovoljne fizičke aktivnosti. Povezana je s različitim bolestima, osobito kardiovaskularne bolesti, diabetes tip 2, opstruktivna apneja, određene vrste karcinoma, osteoartritis i astma. Kao rezultat svega ovoga, smatra se da pretilost skraćuje životni vijek. Pretilost je moguće spriječiti pravilnom i uravnoteženom prehranom te redovitom fizičkom aktivnošću.

## Vanjske poveznice

### Sestrinski projekti
|  | Zajednički poslužitelj ima stranicu o temi Pretilost |